# Avenida Raúl Mata La Cruz
La avenida Raúl Mata La Cruz, anteriormente conocida como avenida Chulucanas y avenida Educativa en el tramo desde la intersección con la avenida Sullana Norte, es una de las principales avenidas de la ciudad de Piura. Se extiende de sur a noroeste en los distritos de Piura y Veintiséis de Octubre.

## Recorrido
La avenida comienza en el cruce con la avenida El Tallán, en el distrito de Veintiséis de Octubre. La avenida cruza las avenidas Juan Velasco Alvarado, Don Bosco, Santa Rosa, Miguel Grau, Sánchez Cerro y Vía Colectora Norte.
Posteriormente, en el límite entre los distritos de Veintiséis de Octubre y Piura, la avenida cruza las avenidas Principal, Los Algarrobos y José E. Aguilar Santisteban. Finalmente, en el distrito de Piura, la avenida cruza las avenidas Sullana Norte y Las Gardenias, donde la avenida termina abruptamente. Luego, la avenida inicia en el cruce con la avenida Colectora y recorre a lo largo de seis cuadras hasta llegar a la intersección con la avenida Los Tallanes y la carretera PI-589 (La Caída-Curumuy), donde se ubica la sede de la Universidad Privada Antenor Orrego.